# RusNet
RusNet é a maior rede de IRC da Rússia, Ucrânia e da maior parte da ex-URSS, fundada em 1997 através da fusão das principais redes locais de IRC SibNet, VolgaNet, OdNet e LvNet.
Em 2008, RusNet se tornou a décima rede de IRC mais popular do mundo, com 10.233 usuários médios (máximo de 16.883) e 8.141 canais rodando em 43 servidores. Particularmente, deve sua popularidade a várias LANs russas em toda a cidade que fornecem aos seus usuários acesso gratuito ao RusNet IRC.
Todos os servidores conectados a RusNet suportam todos os principais esquemas de codificação cirílico, permitindo que usuários com diferentes sistemas operacionais se comuniquem livremente. A escolha da codificação de caracteres é definida pela porta TCP usada para conectar-se à rede, mas pode ser alterada posteriormente em tempo real.
Atualmente todos os servidores de rede suportam conexão SSL. Existem servidores experimentais que suportam codificação UTF-8.
RusNet fornece todos os serviços IRC modernos, como registro de canal, registro de nome de usuário, etc.

## Fundadores
- Adel Abushaev (rawSocket)
- Alexandr Dubovikov (barão)
- Evgeniy Lineytsev (dARK)